# Федорів Дмитро Лукич
Дмитро Лукич Федорів (9 лютого 1895, м. Канів, Черкаська область — † 1926, с. Пекарів, Сосницький район, Чернігівська область) — підполковник Армії УНР.

## Життєпис
Народився у м. Канів Київської губернії. Останнє звання у російській армії — штабс-капітан.
У березні 1918 р. вступив до Окремої Запорізької дивізії військ Центральної Ради. Командував 3-м куренем, згодом — 1-м куренем 2-го Запорізького полісу Окремої Запорізької дивізії Армії УНР, згодом — Армії Української Держави.
У 1919 р. — помічник командира 1-го Республіканського полку Дієвої армії УНР. У 1920–1921 рр. — командир 1-го куреня ім. Української Народної Республіки 1-ї Запорізької бригади 1-ї Запорізької дивізії Армії УНР.
У 1923 р. повернувся в Україну, де продовжив боротьбу проти більшовиків, був членом підпільної Всеукраїнської Козачої ради. Схоплений ЧК та розстріляний біля с. Пекарів.